# Aizoanthemum hispanicum
Aizoanthemum hispanicum är en isörtsväxtart som först beskrevs av Carl von Linné, och fick sitt nu gällande namn av Franz Xaver von Hartmann. Aizoanthemum hispanicum ingår i släktet Aizoanthemum och familjen isörtsväxter. Inga underarter finns listade i Catalogue of Life.

## Bildgalleri

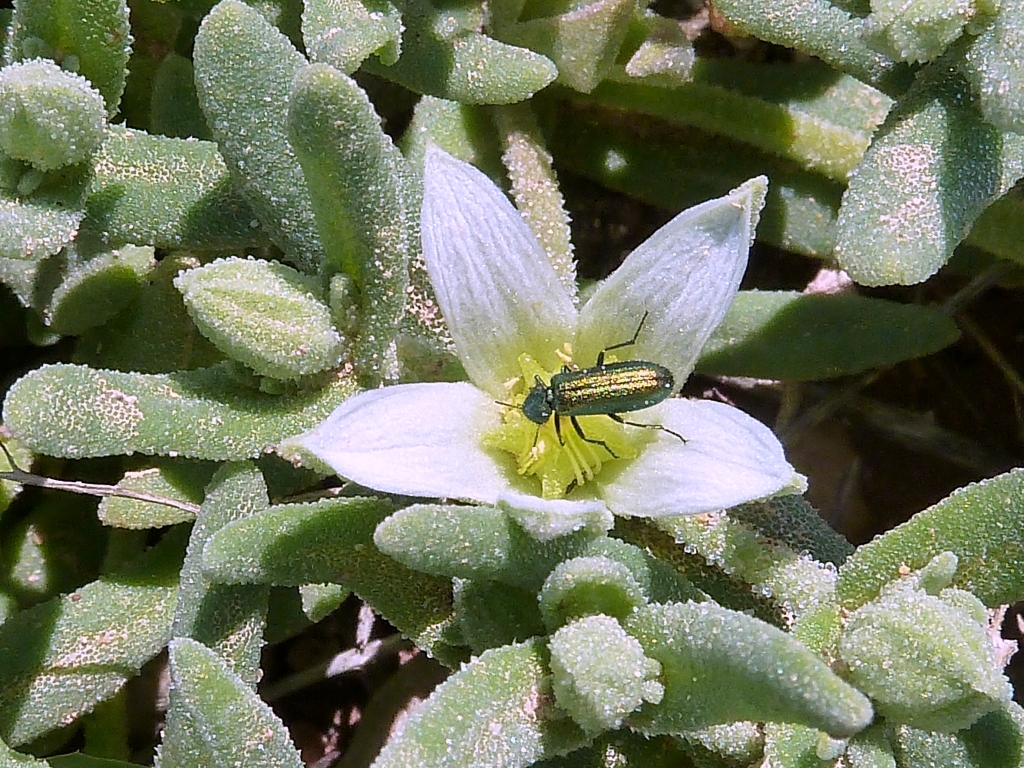
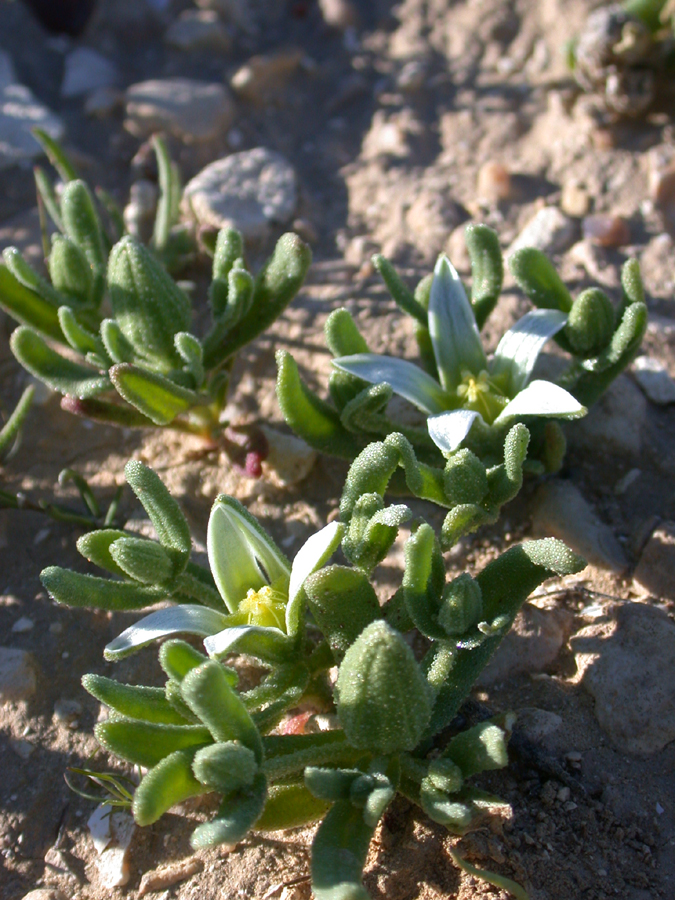
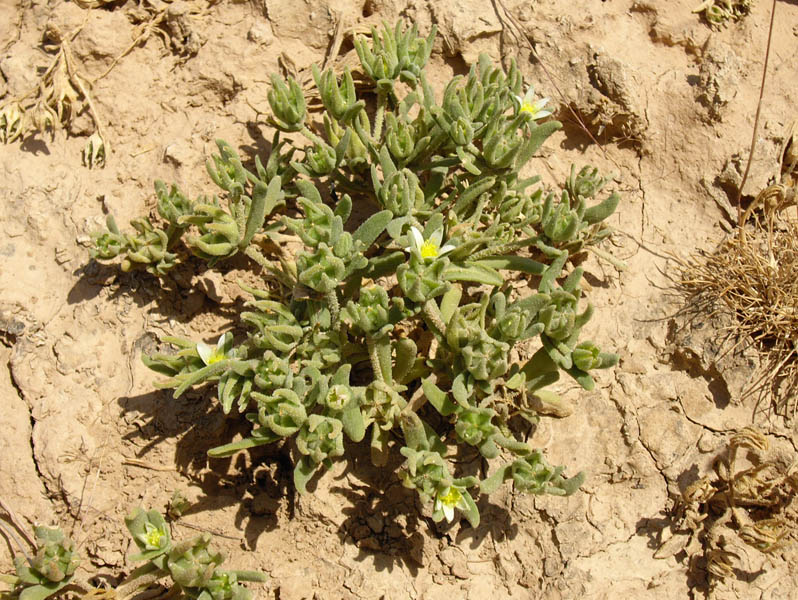
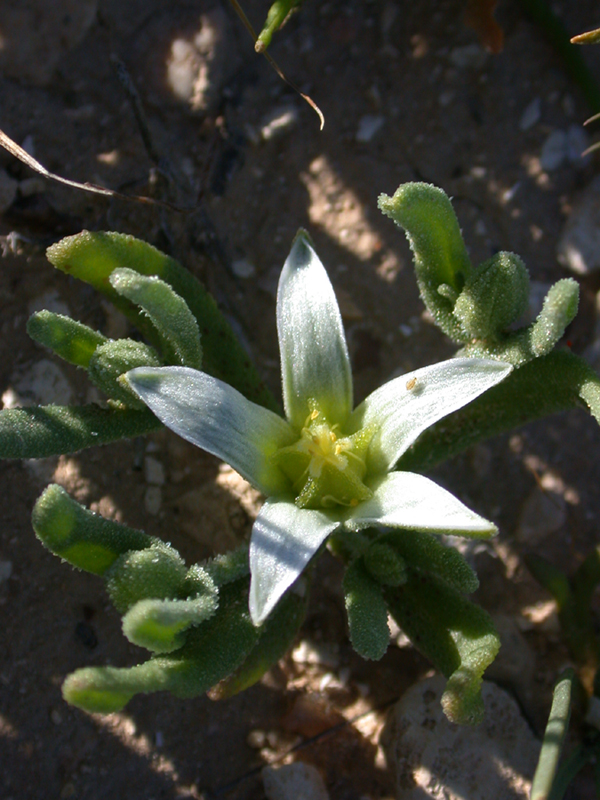
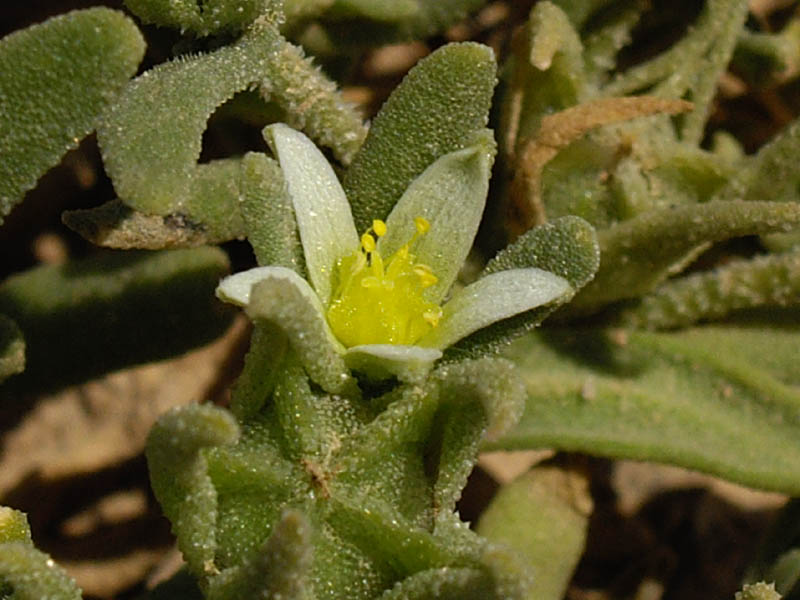